# Adefovir
Adefovir dipivoksil, pod tržnima imenoma Preveon in Hepsera, je protivirusno zdravilo iz skupine nukleotidnih analogov zaviralcev reverzne transkriptaze (ntRTI). Uporablja se peroralno.

## Uporaba
Adefovir se uporablja za zdravljenje hepatitisa B  in okužb z virusom herpesa simpleksa.
Pri okužbi z virusom HIV ni učinkovit.

## Zgodovina
Adefovir je odkril Antonín Holý z Inštituta za organsko kemijo in biokemijo na Akademiji znanosti Češke republike. Zdravilo je razvila farmacevtska družba Gilead Sciences, in sicer sprva za zdravljenje okužbe z virusom HIV (pod lastniškim imenom Preveon). Novembra 1999 je skupina izvedencev ameriškemu Uradu za prehrano in zdravila (FDA) odsvetovala podelitev dovoljenja za promet s tem zdravilom zaradi zadržkov glede resnosti in pogostnosti neželenih učinkov na ledvice pri odmerkih 60 ali 120 mg. FDA je upošteval izvedenško mnenje in zavrnil odobritev zdravila za zdravljenje okužbe s HIV-om. 
Podjetje Gilead Sciences je s tem prenehalo z raziskovanjem zdravila za uporabo na tem področju, vendar pa so nadalje razvijali zdravilo proti hepatitisu B, pri katerem je adefovir učinkovit pri veliko nižjih odmerkih (10 mg). FDA je za to indikacijo podelila zdravilu dovoljenje 20. septembra 2001; zdravilo se za namen zdravljenja hepatitisa B trži pod imenom Hepsera. V Evropski uniji je zdrailo Hepsera pridobilo dovoljenje marca 2003.

## Mehanizem delovanja
Adefovir deluje tako, da zavre reverzno transkriptazo, encim z bistvenim pomenom za razmnoževanje virusa hepatitisa B (HBV) v človeškem telesu. 
Zdravilo je odobreno za zdravljenje kroničnega hepatitisa B pri odraslih, pri katerih sta dokazana aktivna replikacija virusa in bodisi trajno povišane vrednosti serumskih aminotransferaz (zlasti ALT) bodisi histološko aktivna bolezen.
Poglavitna prednost adefovirja pred lamivudinom (slednji je bil odobren kot prvo zdravilo iz skupine NRTI za zdravljenje hepatitisa B) je zlasti veliko počasnejši razvoj odpornosti virusa proti zdravilu.
Adefovir je v zdravilu Hepsera v obliki predzdravila adefovir dipivoksila, ki vsebuje dve pivaloiloksimetilni enoti.